# Uns geht’s prima…
Uns geht’s prima… ist das zweite Mini-Album der deutschen Punkrock-Band Die Ärzte, das 1984 – nach der von der Band komplett selbst produzierten EP Zu schön um wahr zu sein! – vom Berliner Label Vielklang veröffentlicht wurde.

## Hintergrund
Das Cover ziert neben Titel und Bandnamen lediglich ein großes Kreuz. In der ersten Auflage war das Kreuz noch rot, doch nachdem das Deutsche Rote Kreuz wegen angeblicher Verwechslungsgefahr zu klagen drohte, wurden die Kreuze auf den folgenden Auflagen daraufhin blau, grün, weiß, gelb, braun, schwarz oder golden gefärbt.
Aufgrund der lediglich fünf enthaltenen Songs wird das Album häufig nicht als „vollwertiges“ Album angesehen. Stattdessen gilt das nachfolgende, beim Major-Label CBS Records veröffentlichte Debil als Debüt-Album der Band.
Der bereits auf Zu schön, um wahr zu sein! enthaltene Song Teenager Liebe wurde für dieses Album neu aufgenommen. Eine dritte Version (mit zusätzlichem Saxophon) folgte dann 1985 auf dem Soundtrack zum Film Richy Guitar, in dem die Ärzte die Hauptrolle spielten.
Zum Zeitpunkt der Auflösung der Band 1988 war die Platte nicht mehr im Handel erhältlich. Um den Fans den Abschied zu erleichtern (und vom im Zuge der Abschiedstournee gesteigerten Interesse zu profitieren), wurden die fünf enthaltenen Lieder zusammen mit den Liedern aus Zu schön, um wahr zu sein! und frühen Beiträgen für diverse Sampler auf dem Album Die Ärzte früher! wiederveröffentlicht. Die verschiedenen Versionen von Teenager Liebe wurden hier in Teenager Liebe (echt) (aus Zu schön um wahr zu sein!) und Teenager Liebe (unecht) (aus Uns geht’s prima…) umbenannt.
Das Lied mit dem Titel Uns geht’s prima war zwar schon 1983 im Live-Repertoire der Band, wurde aber erstmals 1988 auf dem Live-Album Nach uns die Sintflut veröffentlicht.

## Titelliste
1. Mein kleiner Liebling (Bela B., Hans Runge / Bela B.) – 2:26
2. Sommer, Palmen, Sonnenschein (Farin Urlaub) – 2:50
3. Der lustige Astronaut (Farin Urlaub) – 2:29
4. Kopfhaut (Farin Urlaub / Bela B., Hans Runge, Farin Urlaub) – 2:57
5. Teenager Liebe (Farin Urlaub) – 3:18